# 朴淵瀑布

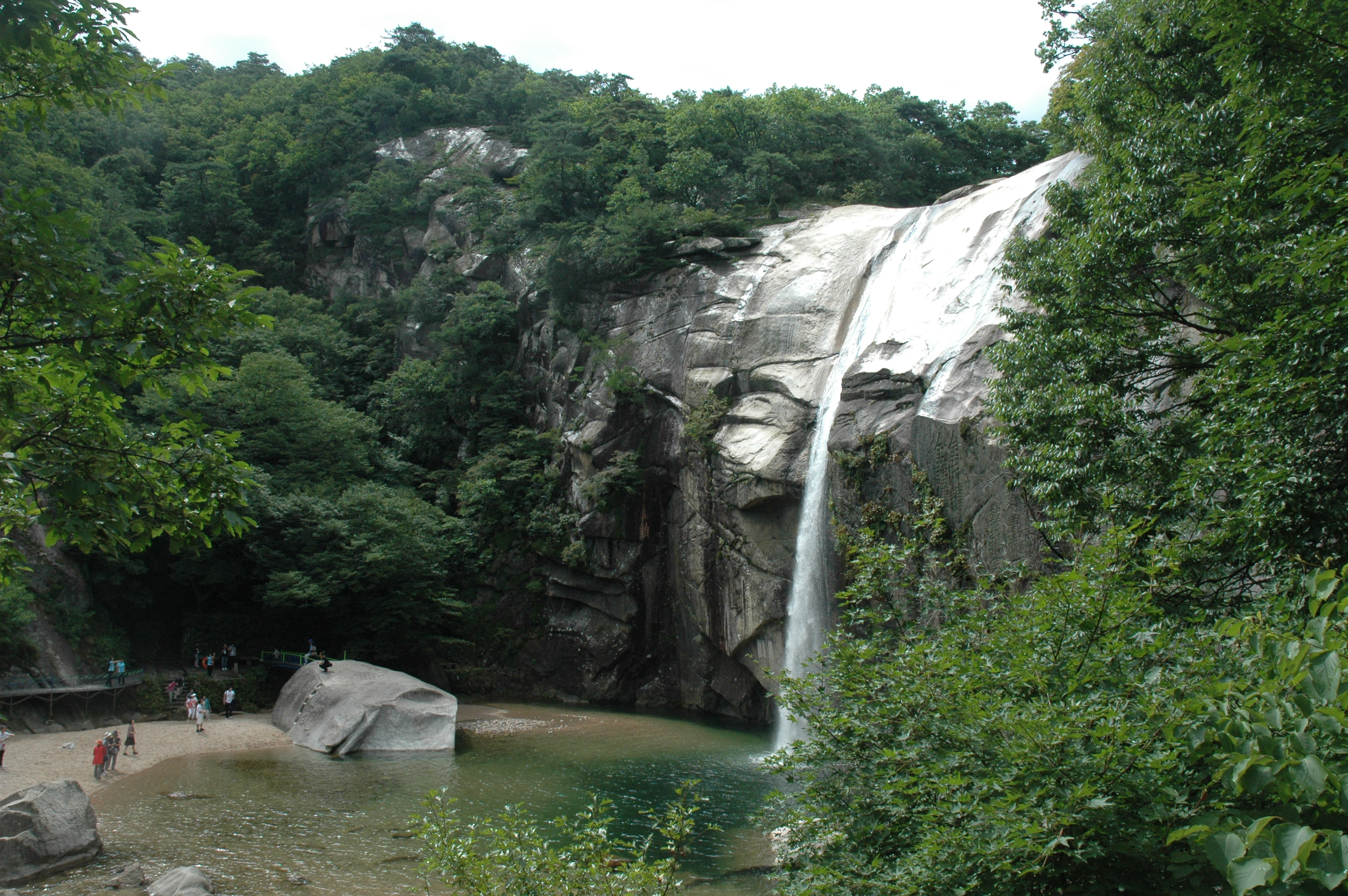
朴淵瀑布

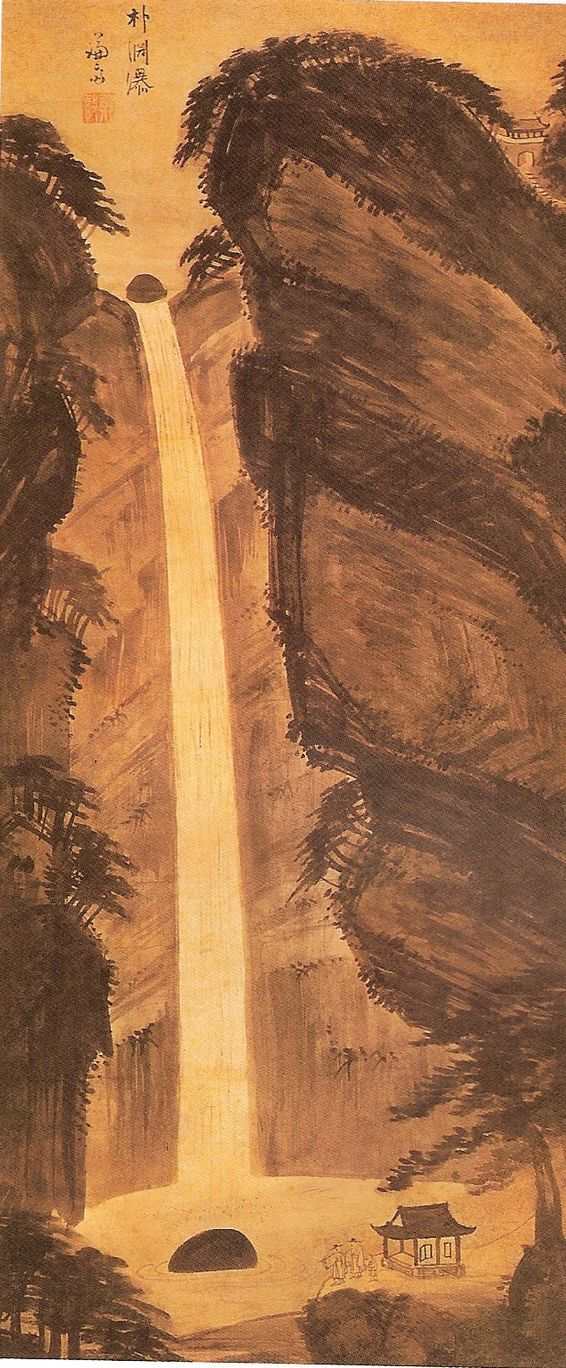
鄭歚（1676-1759)の描いた朴淵瀑布。119.5 X 52.2cm

朴淵瀑布（パギョンポクポ、朝鮮語：박연폭포）は、朝鮮民主主義人民共和国の開城市北部、朴淵里にある、高さは37mの滝。

## 概要
金剛山の九龍瀑布、雪岳山の大勝瀑布とあわせ3大名瀑のひとつに挙げられる名勝で、北朝鮮の天然記念物第388号に指定されている。
また、朝鮮中期の儒学家徐敬德、名妓黄真伊とともに「松都（開城）三絶」といわれる。
滝壺は「姑母潭」と呼ばれる。
黄真伊が、自身の髪の毛で作った筆で書いたといわれる李白の漢詩（「望廬山瀑布」の一節「飛流直下三千尺　疑是銀河落九天」）が、龍岩（ヨンパウィ）に草書体で刻まれている。
金日成主席が、1957年8月と1992年5月の2度訪問している。

## 観光
2007年12月から実施された、韓国側からのバスによる陸路観光の、周遊コースの一つとなっていた。